# Lampeter, Pennsylvania
Lampeter, Pennsylvania (енгл. Lampeter) насељено је место без административног статуса у америчкој савезној држави Пенсилванија.

## Демографија
По попису из 2010. године број становника је 1.669.
| Група             | 2000.    | 2010.         |
| Белци             | 0 (0,0%) | 1.499 (89,8%) |
| Афроамериканци    | 0 (0,0%) | 25 (1,5%)     |
| Азијати           | 0 (0,0%) | 24 (1,4%)     |
| Хиспаноамериканци | 0 (0,0%) | 99 (5,9%)     |
| Укупно            | 0        | 1.669         |